# Hoàng Anh Xuân
Hoàng Anh Xuân (sinh năm 1950) là một sĩ quan cấp cao trong Quân đội nhân dân Việt Nam, hàm Trung tướng, nguyên Tổng Giám đốc Tập đoàn Viễn thông Quân đội (2009-2014)

## Thân thế
Ông sinh ngày 15 tháng 5 năm 1950 tại xã Quảng Ngọc, huyện Quảng Xương, tỉnh Thanh Hóa
Ông là Kỹ sư Thiết kế chế tạo máy vô tuyến điện, Đại học Bách khoa Ôđecxa (Nga) và là Cử nhân Quản trị Kinh doanh của Đại học Kinh tế Quốc dân

## Sự nghiệp
Năm 2000, ông là Giám đốc Tổng Công ty Điện tử thiết bị thông tin
Năm 2003, ông là Giám đốc Công ty Viễn thông quân đội Viettel, Binh chủng Thông tin.
Năm 2004, ông là Tổng Giám đốc Tổng Công ty Viễn thông quân đội Viettel, Bộ Quốc phòng
Năm 2010, ông là Tổng Giám đốc Tập đoàn Viễn thông quân đội Viettel, Bộ Quốc phòng.
Ngoài ra, ông còn là Thành viên hội đồng quản trị Tổng Công ty Cổ phần Xuất nhập khẩu và Xây dựng Việt Nam. Phó chủ tịch Hội đồng quản trị Công ty Tài chính Cổ phần Vinaconex – Viettel, Chủ tịch Hội đồng Quản trị Công ty Cổ phần Đầu tư Quốc tế Viettel và Chủ tịch Hội đồng Quản trị Công ty Cổ phần Công nghệ Viettel.
Năm 2014, ông nghỉ chờ hưu.
Thiếu tướng (2007), Trung tướng (2011)